# Quererte así
Quererte así é uma telenovela mexicana produzida por Rafael Urióstegui e exibida pela Azteca entre 16 de abril de 2012 e 3 de agosto de 2012.
Foi protagonizada por María José Magán e Francisco Angelini e antagonizada por Aura Cristina Geithner, Mauricio Barcelata e María Fernanda Quiroz.
No dia 27 de julho, a TV Azteca anunciou que as transmissões de Quererte Así terminariam no dia 3 de agosto de 2012, devido a baixas avaliações, com Corazón Apasionado substituindo esta. Como resultado, apenas 80 episódios foram transmitidos no Azteca dos 120 episódios que foram filmados. A Telenovela é normalmente vendida internacionalmente com 120 episódios.

## Sinopse
De acordo com os desejos de seu avô, Antonio Duncan, ao assinar o acto matrimonial Paulina Navarrete Duncan, ele terá poder absoluto sobre sua herança, o consórcio hoteleiro mais próspero do país. Era o ideal de ter uma família que a levou a concordar em casar com Alberto, mas o amor é suficiente para sustentar um casamento?
Mas é o próprio testamento do patriarca que despertou os demônios que dormiam dentro de cada um. O ressentimento e o ressentimento de Emilia, uma mulher de negócios fria, filha de Antonio e mãe de Paulina, que planeja arrebatar tudo da jovem. A obsessão e a apatia de Gustavo, o marido de Emília, para provar seu valor. A inveja da bela Gabriela que se esconde por trás de um sorriso falso enquanto segurava um romance tórrido com Alberto, porque nada lhe daria mais prazer do que roubar o marido que acredita em sua irmã. A ambição e a urgência de Alberto de se casar para gerenciar os hotéis o levam a ver Gabriela como uma fonte confiável de informações. Isso desencadeia uma luta silenciosa para manipular Paulina, porque quem a controla terá o poder.
A origem de Paulina ainda é um segredo, uma vez que Emilia teve um caso com o motorista da família e esconder sua gravidez Antonio forçou sua única filha a se casar com o advogado bem sucedido Gustavo Navarrete, um viúvo com uma pequena filha chamada Gabriela Assim, Paulina floresceu longe de seus pais e sob o calor de Nana Yuya, que, ao sentir sua morte, comunica seu último desejo: ela deve espalhar as cinzas na praia que a viu nascer.
Às centenas de quilômetros de distância, o Dr. Rafael Romero viaja de volta a Playa Paraíso, sua terra, um pequeno paraíso onde esperam seus pais orgulhosos, Eva e Ramón. Armado com o apoio de Fred - o estrangeiro que pagou por seus estudos - e sua inteligência, o jovem médico já tem um emprego na Playa Paraíso e planeja ajudar seu povo.
A morte de Yuya mergulha Paulina em uma dor profunda que não é compartilhada por nenhum membro de sua família. Para cumprir o último desejo da velha, a herdeira adia seu casamento e, sem dizer nada, vai para Playa Paraíso com as cinzas de sua mãe. Na estrada sinuosa, o carro em que ele viaja tem um acidente e é Rafael quem ajuda as vítimas. O jovem médico é cativado pela jovem assustada que abraça uma pasta como se sua vida dependesse disso.
É ele quem a acompanha para espalhar as cinzas de Nana Yuya até a praia. Sob a luz da lua, Paulina e Rafael descobrem a afinidade de suas almas, mas seu paraíso colapsa diante da cruel realidade que os separa quando Alberto chega para procurar sua futura esposa. Rafael se sente traído, mas quando ele se descobre apaixonado, comete a loucura de impedir o casamento, uma afronta que desencadeia a fúria daqueles que estão atrás da fortuna de Paulina.
A ambição de Navarrete Duncan e a arrogância de Alberto são aliadas com Adalina, a cantora exótica que sonha em ser a esposa do médico. Juntos, farão o inimaginável para destruir o amor de Paulina e Rafael, um amor que controla seus diferentes mundos e interesses econômicos.

## Elenco
| Ator/Atriz                   | Personagem                        |
| ---------------------------- | --------------------------------- |
| María José Magán             | Paulina Navarrete                 |
| Francisco Angelini           | Rafael Romero                     |
| Aura Cristina Geithner       | Emilia Duncan                     |
| Bernie Paz                   | Gustavo Navarrete                 |
| Mauricio Barcelata           | Alberto "Beto" Santos             |
| Gabriela Vergara             | Marisela Santos / Isadora Morales |
| Fernando Luján               | Alfred "Fred" Parker              |
| Verónica Merchant            | Carmela Ramírez                   |
| Fernando Becerril            | Ramón Romero                      |
| María Fernanda Quiroz        | Gabriela "Gaby" Navarrete         |
| Wendy de los Cobos           | Yolanda García                    |
| Tomás Goros                  | Amilcar Ramírez                   |
| Rodolfo Arias                | Matías Santos                     |
| Fabián Corres                | Javier Valdés                     |
| Guillermo Larrea             | José María Ordóñez                |
| Eva Prado                    | Eva Romero                        |
| Surya Macgrégor              | Esther Andrade                    |
| Cynthia Vázquez              | Silvia Andrade                    |
| María de la Fuente           | Perla Ramírez                     |
| Gloria Stalina               | Adalina Rivas                     |
| Silvia Sáenz                 | Magali Valdés                     |
| Germán Valdes                | Daniel Andrade                    |
| Giovanni Florido             | Genaro Ramírez                    |
| Rykardo Hernández            | Diego Aguirre                     |
| Roberta Burns                | Cristina Santos                   |
| Ivonne Zurita                | Bibiana                           |
| Luis Santibañez              | Gil Contreras                     |
| Dadvian Sparza               | Mauro                             |
| Luciano Zacharski            | Julián Valdés                     |
| Ana Ofelia Murguía           | Yuridia "Yuya" Domínguez          |
| Raúl Méndez                  | Marcial Andrade                   |
| Enrique Becker               | Antonio Duncan                    |
| Juan Carlos Martín del Campo | Boris                             |
| Juan Pablo Campa             | Damián                            |

## Exibição internacional
- Estados Unidos: Azteca América
- Peru: ATV
- Equador: RTS
- Venezuela: Venevisión
- Malásia: Astro Bella / Astro Mustika HD